# Żłobik koralowy
Żłobik koralowy, ż. koralowaty (Corallorhiza trifida Chatelain) – gatunek rośliny należący do rodziny storczykowatych (Orchidaceae).

## Rozmieszczenie geograficzne
Występuje w stanie dzikim w Europie, Azji i Ameryce Północnej. W Polsce roślina dawniej dość pospolita, obecnie rzadka i narażona na wyginięcie. Częściej występuje w Sudetach i Karpatach, poza górami większe jego skupienia znajdują się na Wyżynie Krakowsko-Częstochowskiej i na Pojezierzu Mazurskim.

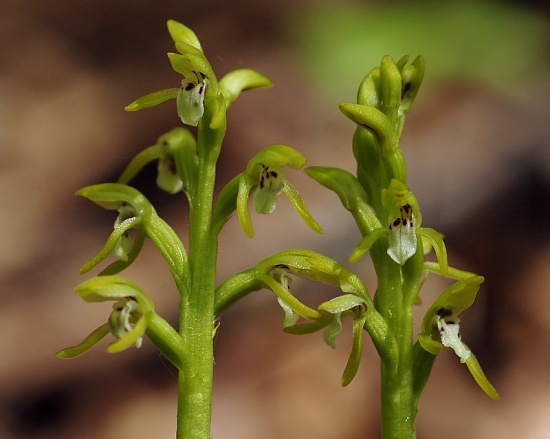
Kwiaty

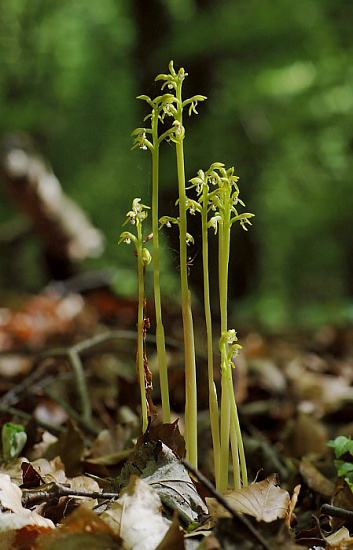
Pokrój

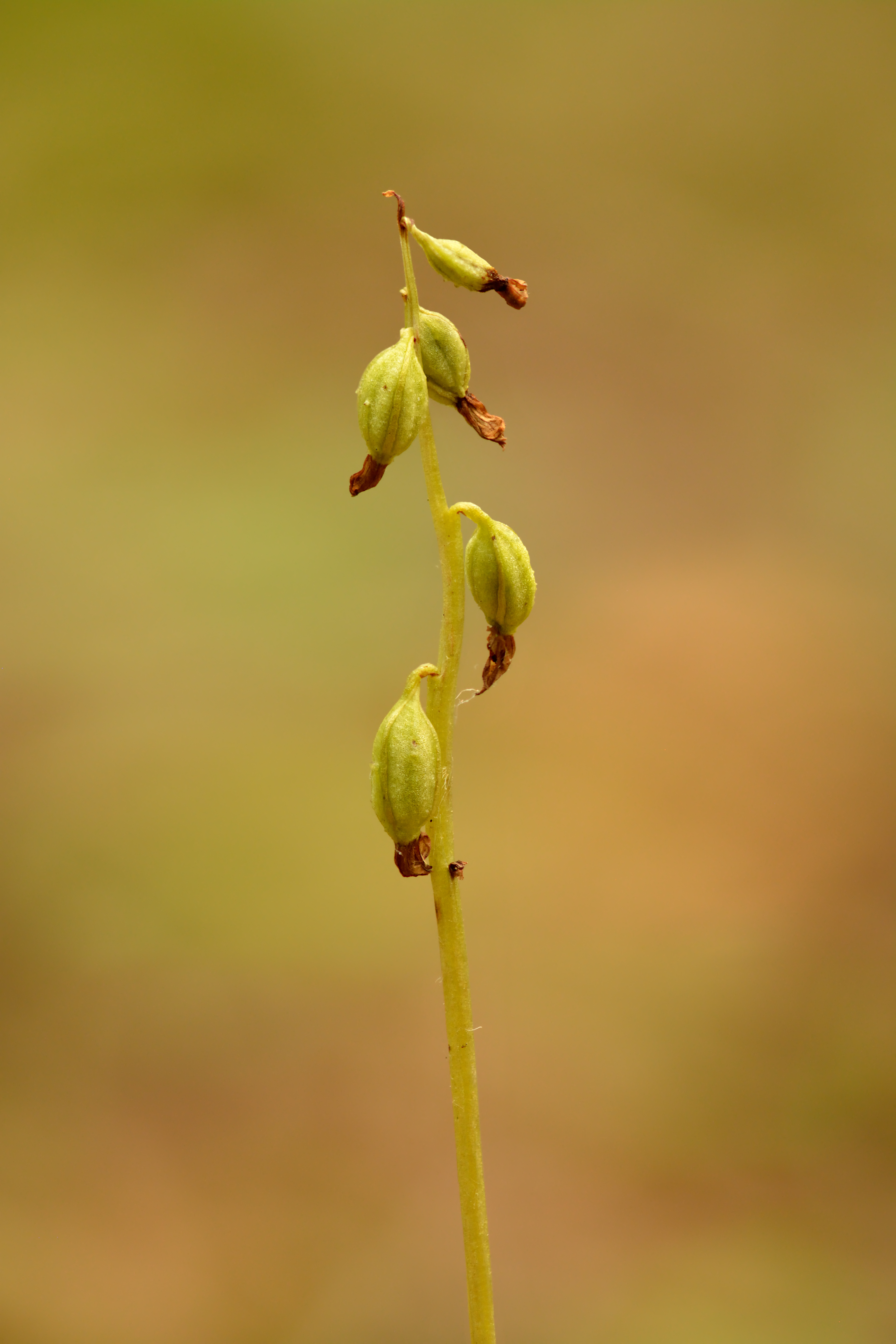
Owoce

## Morfologia
PokrójWysokość 8–30 cm.  Roślina myko-heterotroficzna, bezzieleniowa i bez korzeni. Posiada natomiast koralowato rozgałęzione kłącze (stąd właśnie gatunkowa nazwa rośliny).
Liście2-4 silnie zredukowane, mające postać bezzieleniowych łusek.
KwiatyNiepozorne, białe z żółto brązowym nalotem, górny zewnętrzny płatek długości do 0,6 cm. Warżka wydłużona, z dwiema bocznymi zatokami, biała z czerwonymi plamkami, silnie odgięta do tyłu, ze słabo odznaczająca się  workowata ostrogą. Kwiaty wyrastają po kilka na skręconych szypułkach. Przysadki krótsze od nieskręconej zalążni.
OwocTorebka zawierająca liczne, bardzo drobne nasiona.

## Biologia i ekologia
RozwójBylina, geofit. Kwitnie w maju i czerwcu. Jest rośliną bezzieleniową, niezbędne do życia związki organiczne czerpie dzięki symbiozie z pewnymi gatunkami grzybów.
SiedliskoCieniste lasy bukowe, sosnowe, świerkowe i jodłowe, a także torfowiska.
FitosocjologiaGatunek charakterystyczny dla związku (All.) Vaccinio-Piceion i Ass. Sphagno girgensohnii-Picetum.
GenetykaLiczba chromosomów 2n=36.

## Zagrożenia i ochrona
Roślina objęta ścisłą ochroną gatunkową w Polsce na podstawie Rozporządzenia Ministra Środowiska z dnia 9 października 2014 r. w sprawie ochrony gatunkowej roślin. W opracowaniu Czerwona lista roślin i grzybów Polski (2006) umieszczona w grupie gatunków zagrożonych wyginięciem (kategoria zagrożenia V). W wydaniu z 2016 roku otrzymała kategorię VU (narażony). 
Według klasyfikacji Międzynarodowej Unii Ochrony Przyrody gatunek zagrożony (kategoria zagrożenia VU). Zagrożony jest głównie poprzez wyrąb lasów i ich gospodarcze użytkowanie. Część jego stanowisk jest chroniona w parkach narodowych i rezerwatach przyrody.